# پیتر مورگان
پیتر مورگان (انگلیسی: Peter Morgan؛ زادهٔ ۱۰ آوریل ۱۹۶۳) فیلم‌نامه‌نویس و نمایشنامه‌نویس اهل بریتانیا است.
از فیلم‌ها یا مجموعه‌های تلویزیونی که وی در آن‌ها نقش داشته است، می‌توان به ارتباط خاموش اشاره نمود.